# José María de Labra Suazo
José María de Labra Suazo (La Corunya, 1925 - Palma, 1994) fou artista membre del Grup Parpalló.
Entre 1945 i 1958 estudià a la Academia de Bellas Artes de San Fernando de Madrid. Durant el seu últim any de formació formà part del Grup Parpalló. La seva relació amb el grup començà amb la participació com a artista convidat a la primera exposició conjunta d'art normatiu espanyol (1960) i després exposà com a membre en les dues últimes mostres del col·lectiu.
Els seus inicis artístics tingueren una tendència figurativa, amb temàtica religiosa, basada en una estructura geomètrica de l'espai compositiu. Tanmateix, cap a la meitat de la dècada de 1950 evolucionà cap a l'abstracció geomètrica. Amb aquesta nova orientació, les experimentacions constituïeren una nova recerca personal a través de la pintura i l'escultura deixant en evidència, igual que molts dels artistes coetanis a Labra, la búscada de nous conceptes d'espai i moviment partint de la barreja de materials.
El 1953 l'artista exposà a la Corunya i el 1955 a l'Ateneo de Madrid. Un any més tard, obtingué el Premio Francesco Perotti a la millor obra de tema religiós de la XXVIII Biennal de Venècia.
També, formà part de diverses exposicions col·lectives, tant nacionals com internacionals, i rebé nombrosos premis com el Premio Uruguay a la III Biennal Hispanoamericana o el Gran Premi en el III Festival Internacional de Cagnes-Sur-Mer.
El 1989 Martín Alia publicà la seva tesi doctoral sobre anàlisis i valoració de l'obra de José María de Labra. Durant el 2013 el Museu Oteiza li dedicà l'exposició "Laboratorio de Formas" i la galeria madrilenya José de la Mano organitzà una selecció de maquetes. Actualment trobem obres seves, per exemple, a la Col·lecció Caixanova i a la Biblioteca Museu Víctor Balaguer, entre d'altres.